# Andreas Lang
Andreas "Al" Lang (ur. 26 kwietnia 1979 w Schwenningen) – niemiecki curler praworęczny. W curling gra od 1995. Mieszka w Alterschrofen. Czterokrotnie zdobywał mistrzostwo Niemiec, co umożliwiło mu reprezentowanie kraju na zawodach międzynarodowych. Ma 186 cm wzrostu, waży 80 kg.
Od 2006 gra w drużynie Andreasa Kappa, początkowo był drugim, później na skutek kontuzji Ulricha Kappa był viceskipem na pozycji trzeciego. Obecnie występuje jako drugi lub otwierający.

## Drużyna
- Andreas Kapp – skip
- Daniel Herberg – trzeci
  - Zawodnicy zmieniający się na pozycji drugiego i otwierającego
- Holger Höhne
- Andreas Kempf
- Markus Messenzehl

## Najważniejsze osiągnięcia
| Rok  | Zawody                      | Miejsce | Pozycja |
| ---- | --------------------------- | ------- | ------- |
| 1999 | Mistrzostwa Świata Juniorów | 6       | S       |
| 2003 | Mistrzostwa Świata          | 9       | S       |
| 2007 | Mistrzostwa Świata          | 2       | 2       |
|      | Mistrzostwa Europy          | 5       | 2       |
| 2008 | Mistrzostwa Świata          | 8       | 3       |
|      | Mistrzostwa Europy          | 3       | 3       |
| 2009 | Mistrzostwa Świata          | 6       | 3       |
|      | Mistrzostwa Świata          | 6       | 3       |
| 2010 | Zimowe Igrzyska Olimpijskie | 6       | 3       |
|      | Mistrzostwa Świata          | 7       | 3       |
| 2011 | Mistrzostwa Świata          | 6       | 2       |

## Wielki Szlem
| Turniej                | 2009/2010 |
| ---------------------- | --------- |
| Canadian Open          | A         |
| World Cup of Curling   | QF        |
| The National           | A         |
| Players’ Championships | A         |

| A  | = nie uczestniczył                         |
| x  | = nie zakwalifikował się do fazy finałowej |
| QF | = ćwierćfinał                              |
| SF | = półfinał                                 |
| F  | = finał                                    |
| W  | = zwycięstwo                               |